# Mahuika
Mahuika w mitologii Maorysów bogini ognia, młodsza siostra bogini śmierci Hine-nui-te-pō. To od niej Māui (w niektórych wersjach mitu – jej wnuk) uzyskał sekret rozpalania ognia. Poślubiła Auahi-Turoa⁣, z którym miała piątkę dzieci, nazwanych tak jak palce ludzkiej dłoni, wspólnie nazywanych Ngā Mānawa.
Symbolika powiązania między palcami a ogniem jest wyjaśniona w opowieściach, w których Māui otrzymuje ogień od Mahuiki nakłaniając ją podstępem do oddania mu jej paznokci, jednego po drugim.
Dla rdzennych mieszkańców Tuamotu i Markizów Mahu-ika jest bogiem ognia ze świata podziemnego, niezależnie od bycia dziadkiem Maui. Maui walczyła z nim, by zdobyć sekret wzniecania ognia.
W innych częściach Polinezji bóstwa o podobnych atrybutach i funkcjach zwane są Mafuiʻe, Mafuike, Mahuiʻe lub Mahuike.